# Čertovica (potok)
Čertovica – potok górski na słowackim Liptowie, prawostronny dopływ Bocy. Długość to 2,6 km.
Potok wypływa na wysokości około 1210 m w dolince wcinającej się między północne zbocza szczytów Čertova svadba (1463 m) i bezimiennego szczyt 1428 m. Na wysokości około 1010 m uchodzi do niego ciek spływający dolinką wcinającą się między zbocza zboczy szczytu 1428 m i szczytu Končisté (1474 m). Od tego miejsca potok płynie w kierunku północnym przez bezleśne, zabudowane tereny wsi Wyżna Boca i na wysokości około 960 m uchodzi do Bocy.
Potok tworzy naturalną granicę między dwoma częściami Niżnych Tatr: zachodnią – większą i skupiającą wszystkie szczyty przekraczające 2000 m (Ďumbierske Tatry) oraz wschodnią – niższą i nieco mniej rozległą (Kráľovohoľské Tatry).